# 张朝晖
张朝晖（1969年—），男，汉族，湖北人，中华人民共和国政治人物。现任共青团中央青年志愿者行动指导中心党委书记。第十四届全国政协委员。